# Relaciones México-Uzbekistán
Los Estados Unidos Mexicanos y la República de Uzbekistán establecieron relaciones diplomáticas en 1992. Ambas naciones son miembros de las Naciones Unidas.

## Historia
México y Uzbekistán establecieron relaciones diplomáticas el 14 de enero de 1992. Los vínculos se han desarrollado principalmente en el marco de foros multilaterales.  
En septiembre de 2010, una delegación de Uzbekistán estuvo presente durante los festejos del Bicentenario de la Independencia de México
En noviembre de 2010, el gobierno de Uzbekistán envió una delegación de dos miembros para asistir a la Conferencia de las Naciones Unidas sobre el Cambio Climático de 2010 en Cancún, México.
En 2025, ambas naciones celebraron 33 años de relaciones diplomáticas.

## Misiones Diplomáticas
- México está acreditado ante Uzbekistán a través de su embajada en Teherán, Irán.[5]
- Uzbekistán no tiene una acreditación ante México.